# Fruktkremla
Fruktkremla (Russula decipiens) är en svampart som först beskrevs av Rolf Singer, och fick sitt nu gällande namn av Kühner & Romagn. 1985. Fruktkremla ingår i släktet kremlor och familjen kremlor och riskor.  Arten är reproducerande i Sverige. Inga underarter finns listade i Catalogue of Life.

## Källor

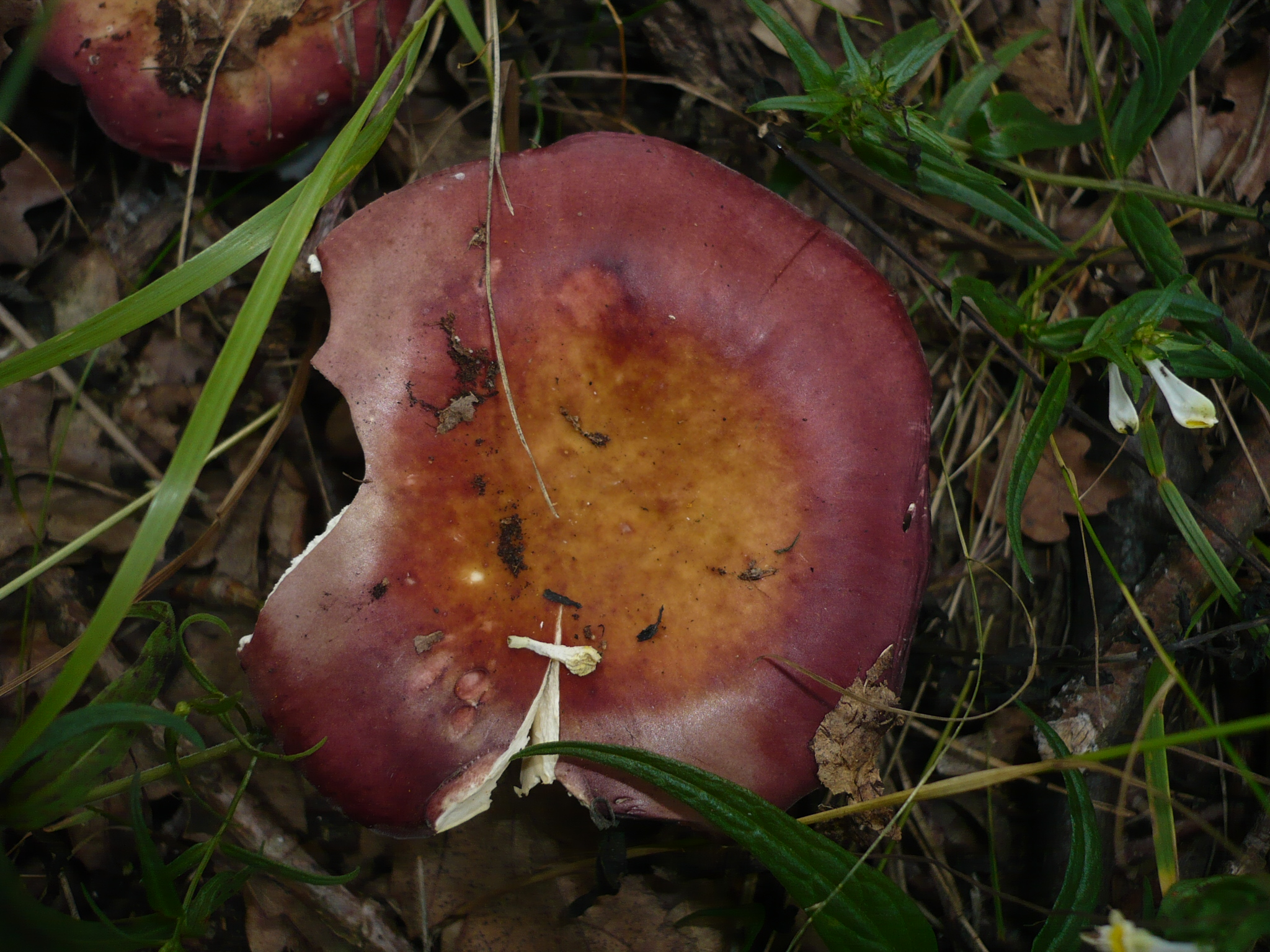
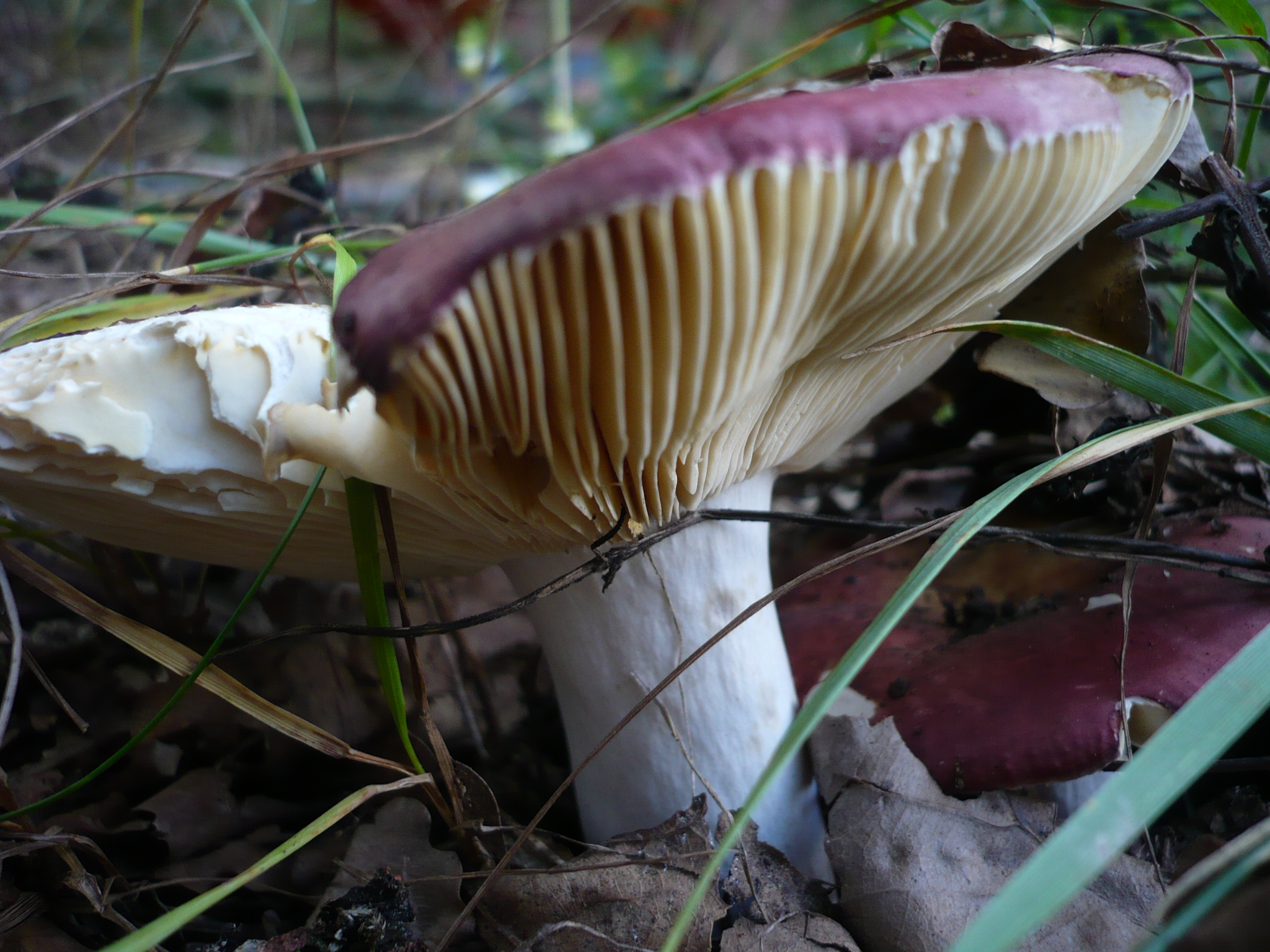